# Боевой робот №4
«Боевой робот номер 4» (англ. Monsters of Man. Другие названия — «Человеческие монстры» «Монстры, созданные человеком») — австралийский научно-фантастический фильм 2020 года режиссёра Марка Тойи. Его мировая премьера состоялась 19 ноября 2020 года, а в США — 25 декабря.
Фильм прокатывался на Украине, где на старте заработал 115 тыс. гривен и оказался на девятой строчке чарта.
Картина вышла на всех основных платформах VOD (видео по запросу) 8 декабря 2020 года. В РФ фильм стал доступен онлайн 1 июля 2021 года.
Слоган фильма: «Боевые роботы на страже ЦРУ»

## Сюжет
Майор Грин, коррумпированный агент ЦРУ, объединяется с крупной робототехнической корпорацией, занимающейся производством робототехники, для незаконных и несанкционированных операций. План состоит в том, чтобы отправить четыре прототипа боевых роботов в предполагаемую зону производства наркотиков в середине золотого треугольника.
Секретная и незаконная миссия состоит в том, чтобы доказать, что роботизированная компания заслуживает военного контракта на миллиарды долларов. Под его началом, четыре прототипа боевых роботов отправляются в скрытый лагерь наркоторговцев, но дела идут не так, как планировалось, и новой целью становятся совсем невинные люди.
Против их воли, на них начинается беспощадная охота, и те, кто видел слишком много, становятся новыми целями безжалостных машин-убийц. В данном ужасающем видении об ИИ, пошедшего в совершенно неверном направлении, раскрываются последствия абсолютной власти и роботов, вышедших из-под контроля человека.

## В ролях
- Нил Макдонаф — Майор Грин
- Джессика Блэкмор — Филдинг
- Хосе Росетт — Боллер
- Дэвид Хэверти — Крогер
- Кайли Тран — Тьен
- Бретт Тутор — Мейсон
- Лай Тай — Лип
- Ма Райнет — Кеала
- Райан Хью — Джанц
- Пол Хаапаниеми — Джордан
- Джорди Талленерс — Дез
- Татьяна Марьянович — Венди
- Дэвид Самартин — Фостер
- Конрад К. Пратт — Бао и БР № 4